# Anchicubaris scoriformis
Anchicubaris scoriformis är en kräftdjursart som beskrevs av Walter E. Collinge 1945. Anchicubaris scoriformis ingår i släktet Anchicubaris och familjen Armadillidae. Inga underarter finns listade i Catalogue of Life.